# Kyjovská pahorkatina

Lage der Kyjovská pahorkatina in den Äußeren Westkarpaten

Die Kyjovská pahorkatina (deutsch Gayaer Hügelland) ist ein Höhenzug in Südmähren, Tschechien. Sie bildet den südlichen Teil der Mittelmährischen Karpaten.

## Geographie
Die Kyjovská pahorkatina ist der niedrigste Teil der Mittelmährischen Karpaten. Sie erstreckt sich von Nordost nach Südwest zwischen Buchlovice, Bzenec, Vracov, Kyjov, Ždánice, Klobouky u Brna, Velké Bílovice und Velké Pavlovice als Vorgebirge am südlichen Fuße des Marsgebirges, der Litenčická pahorkatina und des Steinitzer Waldes. Westlich schließt sich die Hustopečská pahorkatina an. Gegen Osten und Süden fällt das Hügelland zum Dolnomoravský úval (Südliches Marchbecken) ab.
Die Kyjovská pahorkatina hat eine Ausdehnung von 482 km² und eine mittlere Höhe von 235,2 m. ü. M. Die höchste Erhebung ist der Babí lom (417 m) in der Věteřovská vrchovina bei Strážovice. Die Kyjovská pahorkatina wird von Nord nach Süd von zahlreichen im Marsgebirge und Steinitzer Wald entspringenden Bächen durchquert.
Geomorphologische Untereinheiten bilden die Kudlovická pahorkatina, Mutěnická pahorkatina, Vážanská vrchovina und Věteřovská vrchovina.
Das Hügelland besteht aus paläogenen Flyschformationen.
In der Kyjovská pahorkatina befinden sich die Naturdenkmale Bohuslavické stráně und Losky.